# Gota fría
La gota fría, también llamada dana —siglas para depresión aislada en niveles altos—, es un fenómeno meteorológico en forma de masa de aire que se desprende por completo de una corriente muy fría y que desciende sobre otra de aire caliente, produciendo grandes perturbaciones atmosféricas acompañadas de precipitación muy intensa. Las gotas frías pueden permanecer casi estacionarias durante días o, en ocasiones, pueden moverse hacia el oeste en dirección opuesta al flujo predominante en el aire (es decir, en retroceso).  
El término popular se utiliza para describir el fenómeno meteorológico asociado. En España, aparece cuando un frente de aire polar muy frío, una corriente en chorro, avanza lentamente sobre Europa Occidental, a gran altura (normalmente 5-9 km) y que, al chocar con el aire más cálido y húmedo del mar Mediterráneo, genera fuertes y dañinas tormentas. Con la locución «gota fría» se designa en meteorología a un volumen limitado de aire frío en los niveles altos de la atmósfera, que en una carta meteorológica se representa rodeado con isotermas cerradas. 
En el uso moderno, el término se usa para referirse a cualquier episodio pluvial de alto impacto durante el otoño a lo largo del Mediterráneo occidental y puede ser análogo al episodio cevenol en Francia, o al episodio mediterráneo.

## Descripción
Günter D. Roth define a la gota fría como un anticiclón entre 5000 y 10000 metros de altitud. El núcleo consiste en aire muy frío. Provoca tormentas y lluvias muy frías. Aunque básicamente correcta, esta definición es poco satisfactoria por dos motivos: en primer lugar, no se trata de un anticiclón sino de todo lo contrario, es decir, de una depresión aislada en niveles altos y de ahí el nombre más apropiado que recibe en meteorología de DANA, que se forma al producirse una ruptura en la circulación general del oeste (en el caso de latitudes medias), provocando de este modo que la corriente en chorro genere un ramal descendente que se aísla de la circulación general. Al producirse esta incursión del chorro polar en latitudes menores, se genera una "gota" de aire frío que se ve rodeada de una gran masa de aire cálido (anticiclón subtropical). Esto propicia, como consecuencia del gradiente térmico vertical, el ascenso de una gran masa de aire caliente y húmedo hasta las capas medias y altas atmosféricas. Y en segundo lugar, la expresión «lluvias muy frías» no tiene mayor sentido: las precipitaciones siempre tienen la temperatura del aire donde se desarrollan. A menudo, el ascenso de la columna de aire es tan rápida que se enfría muy bruscamente, produciéndose granizo. Es por ello que el nombre que mejor representa este fenómeno es el de DANA y su origen siempre se localiza, como las siglas indican, en los niveles altos de la atmósfera. Los efectos asociados a esta depresión de capas altas se dejan notar, especialmente, en zonas costeras donde se concentran aguas a una temperatura superior a lo normal, que da origen al ascenso de aire húmedo y cálido que produce lluvia muy intensa y duradera.
El diámetro de una gota fría puede alcanzar a unos cientos de kilómetros. Es homogéneo y sin línea de frente que lo separe de las masas circundantes, y tiene una influencia determinante sobre el tiempo. La gota fría conduce generalmente a una circulación atmosférica de bloqueo en la que no existe una componente de vientos determinante puesto que ha quedado excluida de la circulación general del oeste. Se asiste pues, a la formación de una depresión aislada en niveles altos de la atmósfera.
No debe confundirse el término de "gota fría" con las bolsas de aire frío que tienen su origen en la mesoescala, bajo una tormenta o un chubasco en los que las precipitaciones sólidas o líquidas arrastran en su caída a la superficie, masas de aire frío del entorno en el que se han formado. Como el aire frío es más denso que el aire cálido, este es capaz de acumularse en la superficie formando una "cúpula de aire frío" que recibe el nombre de bolsa de aire frío, como el aire frío se acumula de abajo arriba se genera una inversión térmica. No obstante en el límite con el aire cálido del entorno se establece un "frente de racha" que separa ambas masas de aire.

## Origen del término
El origen de la gota fría aparece en 1886 en la escuela alemana, que introdujo la idea de Kaltlufttropfen, cuya traducción al castellano es "gota de aire frío". La definición que se le dio fue la siguiente: "una marcada depresión en altura, sin reflejo en superficie, en cuya parte central se encuentra el aire más frío".
Posteriormente, con la mejora de los métodos de observación, se comprobó que las depresiones en altura no tienen por qué tener un reflejo en niveles bajos y en superficie. De hecho, bajo una configuración de DANA o "gota fría", el centro de acción que prima en superficie es un anticiclón o como mucho una baja térmica, que se forman al dilatarse las masas de aire superficiales debido a la acusada acción solar que calienta la superficie [cita requerida]. Además, el concepto inicial y básico de gota fría no se centraba en su génesis ni, por supuesto, en otras características que se han observado con la llegada de nuevas formas de observar y analizar la atmósfera (sondeos, observaciones de superficie y altura, satélites, modelos numéricos, nuevas teorías dinámicas, etc.).
Con el devenir de los años, y a mediados del siglo XX, se acuñó otro vocablo más preciso de gota fría, que en terminología anglosajona se le denominó cut-off low o depresión aislada cuya definición es:

... una depresión cerrada en altura que se ha aislado y separado completamente de la circulación atmosférica asociada al chorro, y que se mueve independientemente de tal flujo llegando, a veces, a ser estacionaria o, incluso, retrógrada (su desplazamiento es, en estos casos, de dirección Este-Oeste.)
Francisco M. León, INM (2003)

Como se observa, en esta definición aparecen los elementos fundamentales asociados este tipo de situaciones que son el aislamiento, separación y su movimiento singular, independiente de la circulación del chorro donde se generó. En este nuevo, o renovado, concepto no se hace mención alguna de sus posibles reflejos en superficie (en este caso ya no se trata de una DANA ya que no solo estaría en niveles altos, se trataría de una Borrasca Fría Aislada) ni de los efectos que potencialmente pueda llevar asociada. En España este concepto se acuñó con el nombre de DANA (Depresión aislada en niveles altos). Se añadió el concepto de «en niveles altos» con tal de eliminar la ambigüedad que se podía introducir al poderlas confundir con otras que sólo se encuentran en niveles bajos (bajas térmicas).
Formalmente la expresión «gota fría» decidió rehusarse completamente tal y como decidió la AEMET. No obstante, en la actualidad, la «gota fría» es una locución que todavía continúa en el vocabulario popular (de manera errónea) para referirse a una perturbación que puede provocar precipitación excepcionalmente violenta e intensa durante unas horas o incluso días, acompañada de una destacada actividad eléctrica y de granizo que afecta a superficies reducidas o de escala mediana y sigue trayectorias imprevisibles, causando grandes lluvias y vientos fuertes.
Sin embargo, la denominación 'gota fría' y su equivalente en otros idiomas sigue siendo utilizada en 2024 por prestigiosos medios de comunicación en francés y en inglés. La entrada principal en varias Wikipedias en otros idiomas se refiere a 'gota fría' y no a 'DANA', empezando por esta Wikipedia.
Aunque se ha afirmado que este vocablo permaneció en uso como Kaltlufttropfen en su país de origen, Alemania, apenas se menciona actualmente en la prensa en lengua alemana y cuando lo hace, curiosamente lo acompaña del acrónimo en español DANA.

## Formación y efectos del fenómeno

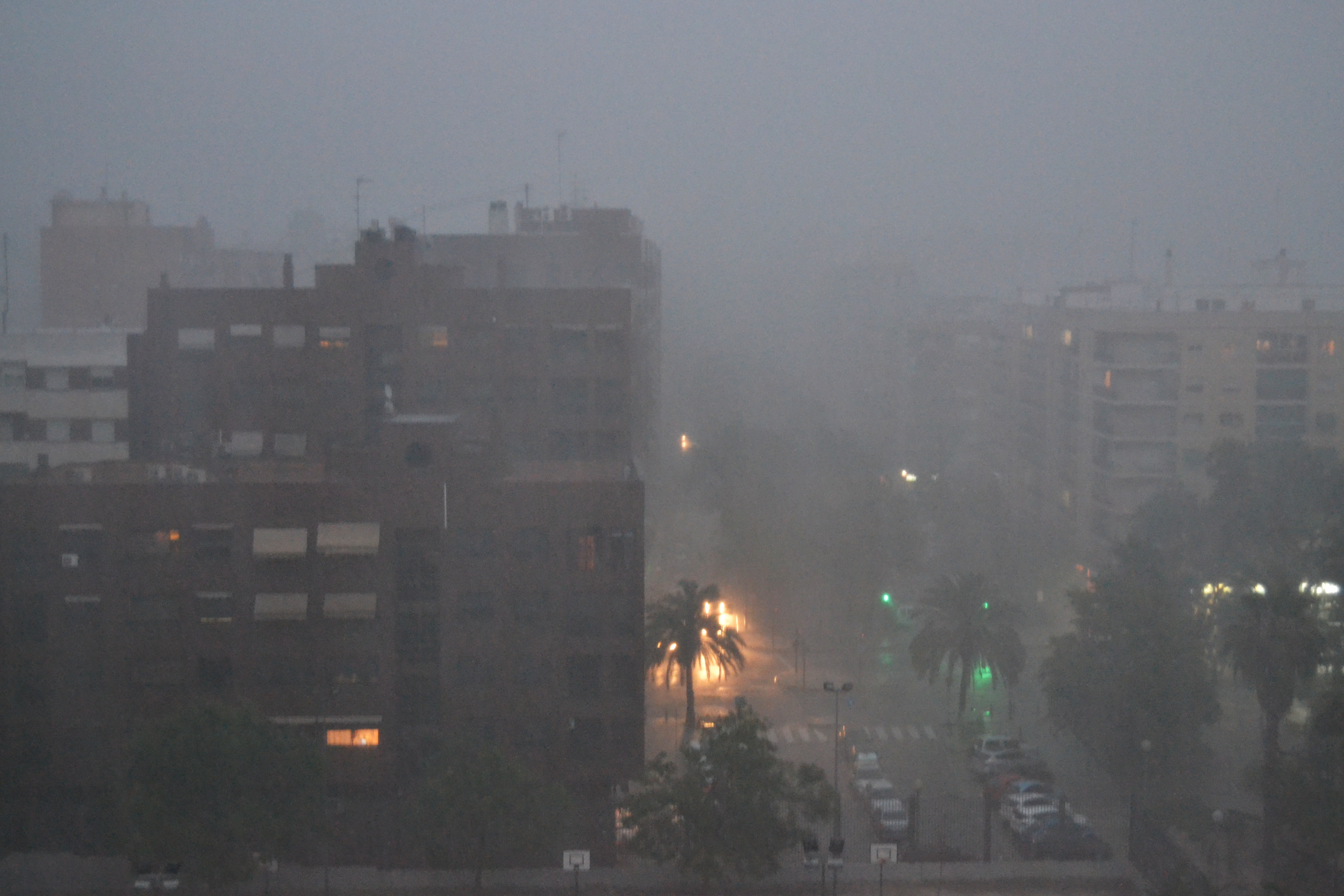
Fuerte lluvia en el distrito de Algirós (España).

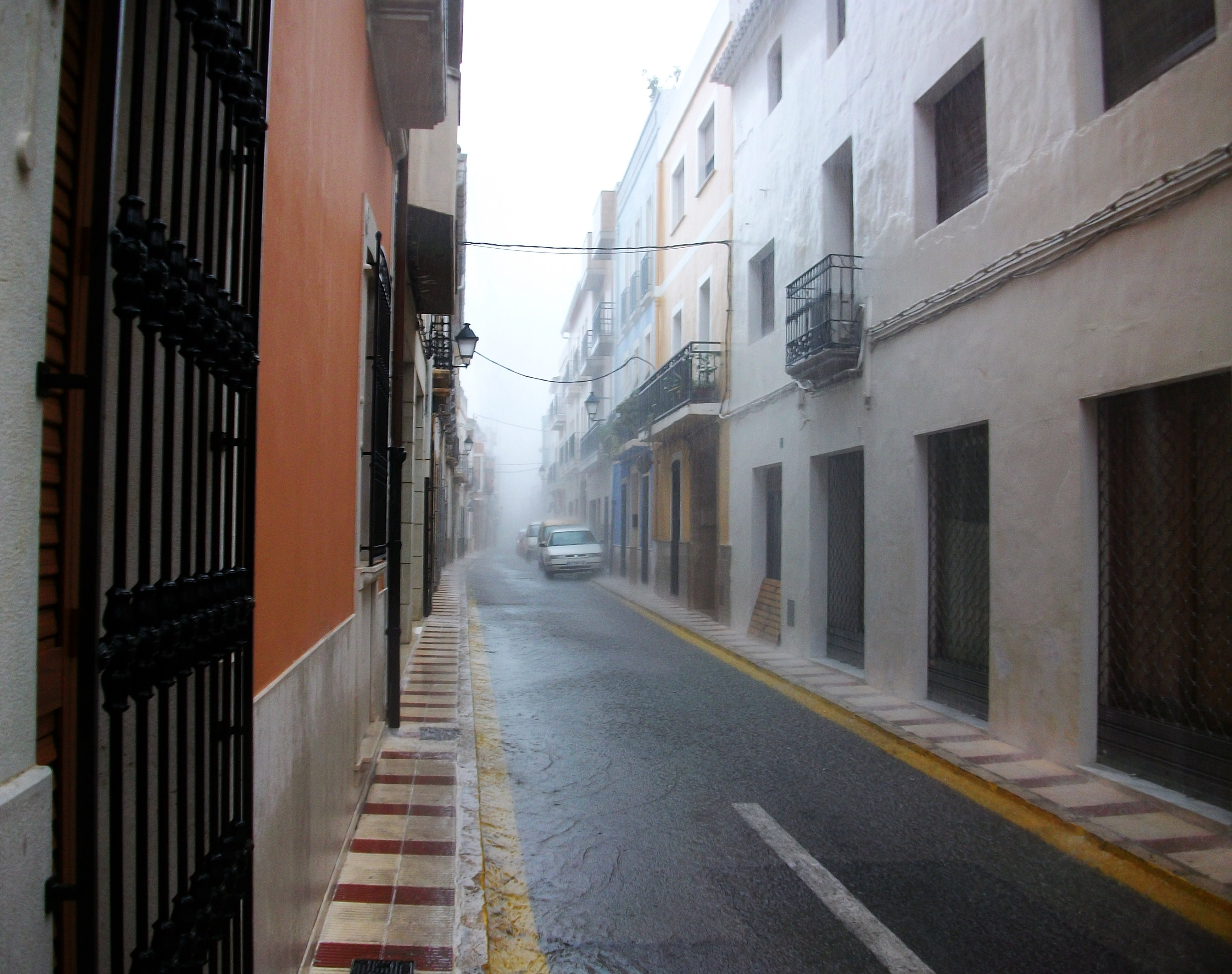
Inundación en las calles de Gata de Gorgos, España.

Su origen está íntimamente relacionado, como ya se ha mencionado, a la corriente en chorro polar o sencillamente chorro polar. Pues esta sufre una ruptura que produce un aislamiento de una pequeña porción de aire frío de la circulación general, situándose en entornos claramente más cálidos. Esta ruptura de la corriente en chorro puede producirse por varios motivos: en primer lugar hay que tener en cuenta que para que se produzca tal configuración atmosférica debe existir un bajo índice de circulación zonal, es decir que la corriente en chorro presente un gran número de dorsales y vaguadas, que se encuentre claramente ondulada. Este hecho sucede principalmente en verano ya que en esta época existe poco gradiente térmico horizontal (entre latitudes altas y bajas en definitiva). En consecuencia, el chorro fluye más lentamente, puede "meandrizarse" más fácilmente y fluye más al norte lo que provoca un desplazamiento al norte de las borrascas del frente polar.
Así pues, se generan vaguadas que en su desplazamiento meridional pueden separarse del chorro pasando a ser una DANA. En segundo lugar, existe cierta configuración atmosférica, que se genera también bajo un bajo índice de circulación zonal, denominada "configuración de bloqueo". Una configuración tal se produce al bifurcarse el chorro en dos ramales, en cuya zona interna permanece un anticiclón de bloqueo. Cuando se produce esta bifurcación, el ramal que queda al sur es más proclive a separarse del chorro formándose la dicha DANA o «gota fría».
La gota fría, como cualquier perturbación o sistema depresionario, obliga a las masas de aire que se elevan por convección, a presentar un giro ciclónico. Podemos dividir a la DANA o «gota fría» en dos secciones tal y como se puede hacer con una vaguada: el borde oriental y el occidental. El borde oriental del chorro de cualquier sistema depresionario es claramente el más inestable, es el borde divergente en altura, es decir, el viento geostrófico que parte del vértice de la vaguada o sección sur de la gota fría, es más veloz que el propio viento del vértice, lo que genera un vacío de masas de aire en capas altas. Esto se solventa mediante ascensos de masas de aire, pues se generan movimientos convectivos que desencadenan las tormentas más intensas.
En su borde occidental sucede lo contrario, el viento que se aproxima al vértice del sistema es más veloz que el del propio vértice, se produce una convergencia o no divergencia en altura que se solventa con un movimiento subsidente que da origen a una mayor estabilidad. Los efectos de la gota fría serán más importantes cuanto mayor sea la temperatura de las aguas marinas ya que el vapor de agua asciende repentinamente debido a la menor densidad del aire caliente y se condensa, formando rápidamente nubes de gran altura (generalmente, de más de 10 km) que casi siempre son del tipo de cumulonimbos.
Hay que dejar bastante claro que no sólo se producen efectos notorios asociados a la configuración de DANA o «gota fría» en las áreas costeras, si bien es cierto que en ellas son más notorios al existir una mayor humedad y gradiente térmico vertical. No obstante, pueden dejarse notar sus efectos sobre superficies continentales si presentan valores de humedad relativa y gradiente térmico vertical destacables.
Las configuraciones de DANA o «gota fría» pueden desarrollarse en cualquier época del año, sin embargo, los efectos de las mismas son más notorios a finales del verano y principios del otoño al encontrarse las condiciones más propensas. La creencia popular, por otro lado, es de la opinión de que sólo acontecen en esta época puesto que sus efectos se notan en este periodo más que en ningún otro, siendo un argumento incorrecto. Es conveniente matizar que configuraciones de DANA o «gota fría» pueden suceder en cualquier mes sin traer aparejado, en muchas ocasiones, fenómenos meteorológicos adversos.
El litoral mediterráneo entre septiembre y noviembre es en general el que más fenómenos meteorológicos complejos registra en toda la península ibérica con tal configuración por diversos motivos.
1. En primer lugar, hay que tener en cuenta que en estos meses la temperatura del agua es elevada lo que provoca que las masas de aire en contacto con la misma se calienten de igual manera, siendo aire poco denso y muy proclive a ascender en cuanto existan mecanismos de disparo, como puede ser la divergencia en altura asociada al ramal oriental del chorro de una "gota fría" o DANA. De este modo, cuando se localiza una "gota fría" al oeste peninsular, su borde delantero (que se sitúa sobre el litoral mediterráneo), impulsa estas masas de aire cálido y húmedo a las capas altas de la atmósfera, aquí se encuentran con el aire frío que compone el núcleo de la depresión en altura produciéndose una rápida y profunda convección que da lugar a nubes de cumulonimbos o de gran desarrollo vertical. Estas a su vez originan lluvia torrencial acompañada de tormenta y granizo principalmente.
2. En segundo lugar, es importante que sople componente de levante que produce una gran advección de humedad del Mediterráneo recalentado hacia el litoral y del litoral al interior.
3. En tercer lugar, la orografía juega un papel decisivo, ya que cuando este viento de levante citado irrumpe en el interior, se encuentra con sistemas montañosos que obligan a estas masas de aire tan potencialmente inestables a elevarse en altura y condensar con mayor rapidez.

En término, es importante la temperatura ambiental, ya que cuanto más alta sea esta mayor será el gradiente térmico vertical.
Es este cómputo de circunstancias las que ligan casi de manera perfecta los términos de "gota fría" o DANA al Mediterráneo en esta época. Sin embargo, como se ha comentado, no es la única región que puede ser afectada por esta configuración, ya que en zonas de meseta también existe un gran gradiente térmico vertical asociado al gran calentamiento diurno de la superficie. A su vez se puede generar una advección de humedad del Mediterráneo (llegando de manera más difusa y desvaneciéndose de este a oeste su acción), todo ello puede generar una actividad tormentosa acentuada igualmente en el interior peninsular.
Las gotas frías pues, son frecuentes en la totalidad de las latitudes medias al estar bajo influencia del chorro, pero como se viene insistiendo, adquieren especial importancia en el entorno del clima mediterráneo, donde el mar proporciona abundante humedad, considerándose por su breve periodo de recurrencia un rasgo característico del régimen pluviométrico de dicho clima.
En la vertiente mediterránea española, en especial en la Comunidad Valenciana y Región de Murcia, su intensidad puede ser devastadora produciéndose la sucesión de decenas de tormentas, sin apenas descanso entre ellas, con vientos muy fuertes (aunque poco extendidos, teniendo en cuenta que esta depresión no tiene reflejo en superficie, no encontramos isobaras muy juntas que hagan evidenciar fuerte viento, el fuerte viento en este caso se debe a condiciones de mesoescala) y precipitación que pueden superar la producida por las tormentas de la zona intertropical que llena las ramblas, produciendo inundaciones muy severas. También en Cataluña suelen presentarse estos fenómenos.
En síntesis, la gota fría es un fenómeno que la creencia popular únicamente asocia (de manera errónea) al Mediterráneo al ser más notorios sus efectos en dicha región, ya que el contraste térmico es mayor que en otras zonas. Es un mar que se calienta mucho en verano y que puede llegar a estar cerca de treinta grados en zonas cercanas a la costa, pero cuando llega el otoño suelen entrar bolsas de aire frío en capas altas. Al ser más ligero el aire caliente que hay sobre el Mediterráneo, este asciende rápidamente. Si en ese punto sopla viento de levante que aporte más humedad y la empuje a tierra, es cuando desata su poder. La gota fría, al igual que los huracanes, depende del mar para obtener su energía, por lo que los mayores vientos y las mayores lluvias suelen darse en la costa, también al igual que los huracanes. La gota fría gira, pudiendo incluso intuirse un ojo en su centro en muchas ocasiones.
La gota fría es un fenómeno meteorológico de peligrosidad alta en aquellas zonas donde se produce. El pico de precipitaciones otoñales en las costas del levante peninsular se han venido produciendo siempre durante este tipo de fenómenos, pudiendo llegar a causar severas inundaciones, erosión, numerosas víctimas y destrucciones localizadas o en áreas bastante extensas como ocurrió en la ciudad de Murcia en 1876. Se llega a extremos de lluvia intensa que, como en Gandía (Valencia) en 1987 llegó a superar los 500 l/m², una cantidad equivalente a algo más de lo que llueve en la zona en todo un año.
El viento puede llegar a más de 140 km/h en la costa causando caídas de árboles, pero en el interior amaina rápidamente de manera considerable.
La marejada resultante puede destruir playas, embarcaciones y paseos marítimos, llegando a penetrar el mar en tierra firme y llegando a destruir los locales en primera línea. Las marejadas propias de la gota fría no son tan poderosas como las de los huracanes, pero aun así pueden elevar el nivel del mar 1 metro o más tragándose playas y paseos. Los oleajes suelen superar los 4 o 5 m de altura, con olas que sin ser muy altas albergan una gran potencia por su corta longitud de onda.

## Gotas frías importantes

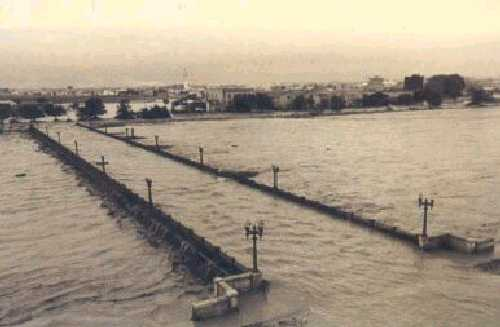
Río Turia desbordado en la ciudad de Valencia (1957).

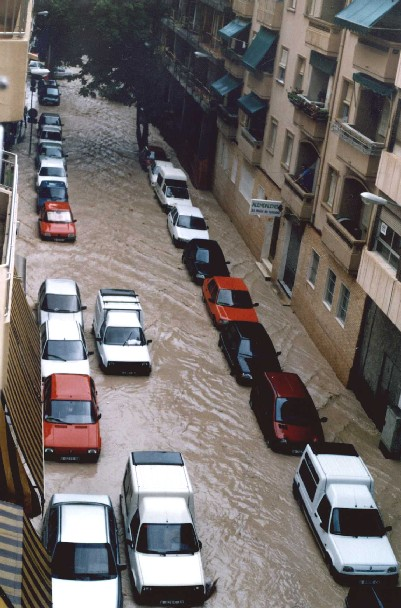
Efectos de la gota fría del 30 de septiembre de 1997 en la ciudad de Alicante, donde cayeron más de 270 mm de lluvia en breve tiempo. Imagen tomada en la calle del Arquitecto Morell.

### España
- Riada de Santa Teresa el 15 de octubre de 1879, que causó más de 1000 muertes en las provincias de Murcia, Almería y Alicante.
- El 11 de septiembre de 1891 una gota fría repentina asola casi la totalidad de la provincia de Almería, desbordando ríos y ramblas. Hubo decenas de muertos. Tras la misma, se decidió encauzar la rambla de Belén a su paso por la ciudad de Almería.
- Toledo, 1891.
- Gran riada de Valencia. El 14 de octubre de 1957 se inunda la ciudad de Valencia, causando al menos 81 muertes y enormes daños materiales. Motivó la construcción del nuevo cauce del río Turia, una obra de ingeniería notable por su alcance y dimensiones.
- Barcelona. El 25 de septiembre de 1962 se producen inundaciones en las cuencas de los ríos Llobregat y Besós, esta última provocando las Riadas del Vallès que dejaron entre 600 y 1000 fallecidos. También hubo inundaciones en Castellón (Rambla de la Viuda) y en las islas Baleares (Palma de Mallorca y Andrach).
- Murcia. Desbordamiento del Río Guadalentín y su afluente, la rambla Nogalte y Granada (rambla de Albuñol) el 19 de octubre de 1973.
- Baleares. En menos de 2 horas, el miércoles 6 de septiembre de 1989 cayeron 188 litros por metro cuadrado sobre Manacor y 192 en Porto Cristo (Mallorca) con consecuencias devastadoras y un total de 5 muertos, cambió por mucho tiempo el litoral de la costa de levante.
- Alicante. El 19-20 de octubre de 1982 y el 30 de septiembre de 1997 tuvieron ocasión dos devastadoras inundaciones, causando decenas de fallecidos. Se calcula que llovieron cerca de 300 mm en escasas horas.
- Comarca de la Ribera (provincia de Valencia). Una gota fría el 20 de octubre de 1982 derrumba el pantano de Tous (pantanada de Tous) y el Júcar inunda toda la comarca de La Ribera produciendo grandes daños, pueblos enteros quedaron anegados, la inundación motivó la visita del papa Juan Pablo II a Alcira, ciudad que quedó inundada casi en su totalidad. Hoy en día aún se pueden apreciar en la comarca los restos de la catástrofe en pueblos como Gabarda que está separado en dos núcleos urbanos, uno de ellos fue inundado hasta una altura de un primer piso lo que motivó la creación del segundo núcleo en la falda de un monte cercano, conservándose aún unas pocas casas en el núcleo viejo, o en Benegida, que quedó tan arrasada que todo el pueblo se trasladó unos cuantos kilómetros al sur, del viejo pueblo solo queda el trazado de las calles y la iglesia parroquial.
- Inundaciones de España y Francia de 1983. El 25 y 26 de agosto de 1983, se produjeron inundaciones en Asturias, Cantabria, Burgos, País Vasco, Navarra y el departamento francés de Pirineos Atlánticos. La mayor inundación ocurrió en Vizcaya, donde se desbordó la ría del Nervión en varios puntos, especialmente en Bilbao, donde el agua alcanzó 5 metros en algunos puntos. Causó más de 40 muertos.
- Comunidad Valenciana y Región de Murcia en 3 de noviembre de 1987. En Gandía y Oliva la pluviosidad superó los 500 l/m² y asolaron la comarca de la Safor. En Oliva se alcanzó el récord de España de cantidad de agua llovida en 24 horas: 817 l/m².[12] En la cuenca del Segura la lluvia rebasó los 300mm en Beniel y Orihuela y provocaron el desbordamiento del río Segura que inundó durante varios días la Vega Baja.
- Región de Murcia y provincia de Alicante 1989. Varias víctimas en Bolnuevo, Mazarrón. Pluviosidad intensa en la cuenca del Segura que provocan el desbordamiento en varios puntos, entre ellos en Orihuela.
- Tabernes de Valldigna, 11 de septiembre de 1996.
- Alicante y sur de la provincia de Valencia en septiembre de 1997. En Alicante caen 270 mm en menos de 6 horas provocando inundaciones en la ciudad y 4 muertos. En el sur de la provincia de Valencia la lluvia fuerte, que superó los 200 mm en Mogente provocan la crecida de los afluentes del Júcar y pequeños desbordamientos de este en Algemesí.
- Castellón y norte de Valencia, en 2000. Los últimos días del mes de octubre un largo periodo de gota fría provocó la precipitación acumulada de más de 600 l/m² en tres días que desbordó ríos como el Palancia, Veo, Mijares y provocó serias inundaciones en Onda, Nules, Castellón y Vall de Uxó y a punto estuvo de asolar el embalse de María Cristina y el de Benitandús.
- Tenerife en 2002. Una gota fría ocasionó lluvia torrencial en el área metropolitana de Santa Cruz de Tenerife, dejando un balance de 8 muertos, 12 desaparecidos y pérdidas materiales por valor de 90 millones de euros.
- Almuñécar y Nerja, el 21 de septiembre de 2007.
- Alcalá de Guadaíra el 3 de octubre de 2007.
- Marina Alta 2007 La gota fría del 12 y 13 de octubre, sobrepasó los 450 mm de precipitación (en unas 15 horas) en algunos puntos (Parcent, l'Atzúbia, Murla, Vall d'Ebo) y causaron la mayor crecida documentada del río Girona, destruyendo el puente de Beniarbeig e inundando buena parte de esta población, además de causar el derrumbe de una casa a su paso por El Verger y una muerte en esta localidad.
- Vera y Cuevas del Almanzora, 28 de septiembre de 2012. Una lluvia intensa, de pocas horas de duración, ocasiona hasta 4 fallecidos, además de numerosos daños materiales.[13]
- Región de Murcia, 2012,[14] en el Valle del Guadalentín (en especial, la Rambla de Nogalte, siete víctimas mortales, derrumbe del puente de la autovía en Puerto Lumbreras, miles de animales enterrados con riesgo de producir serios problemas sanitarios, carreteras rotas y cientos de viviendas afectadas.[15]

- Provincia de Málaga, 19, 20 y 21 de octubre de 2018. Se registraron 463 mm en Campillos y 452 mm en Ardales. Alpandeire también registro una pluviosidad cuantiosa. Más de cuarenta municipios quedaron afectados en sus infraestructuras, ganado y cosechas, falleciendo un bombero en las labores de auxilio.
- Tafalla el 9 de julio de 2019.
- Valdemoro y Arganda del Rey el 26 de agosto de 2019.

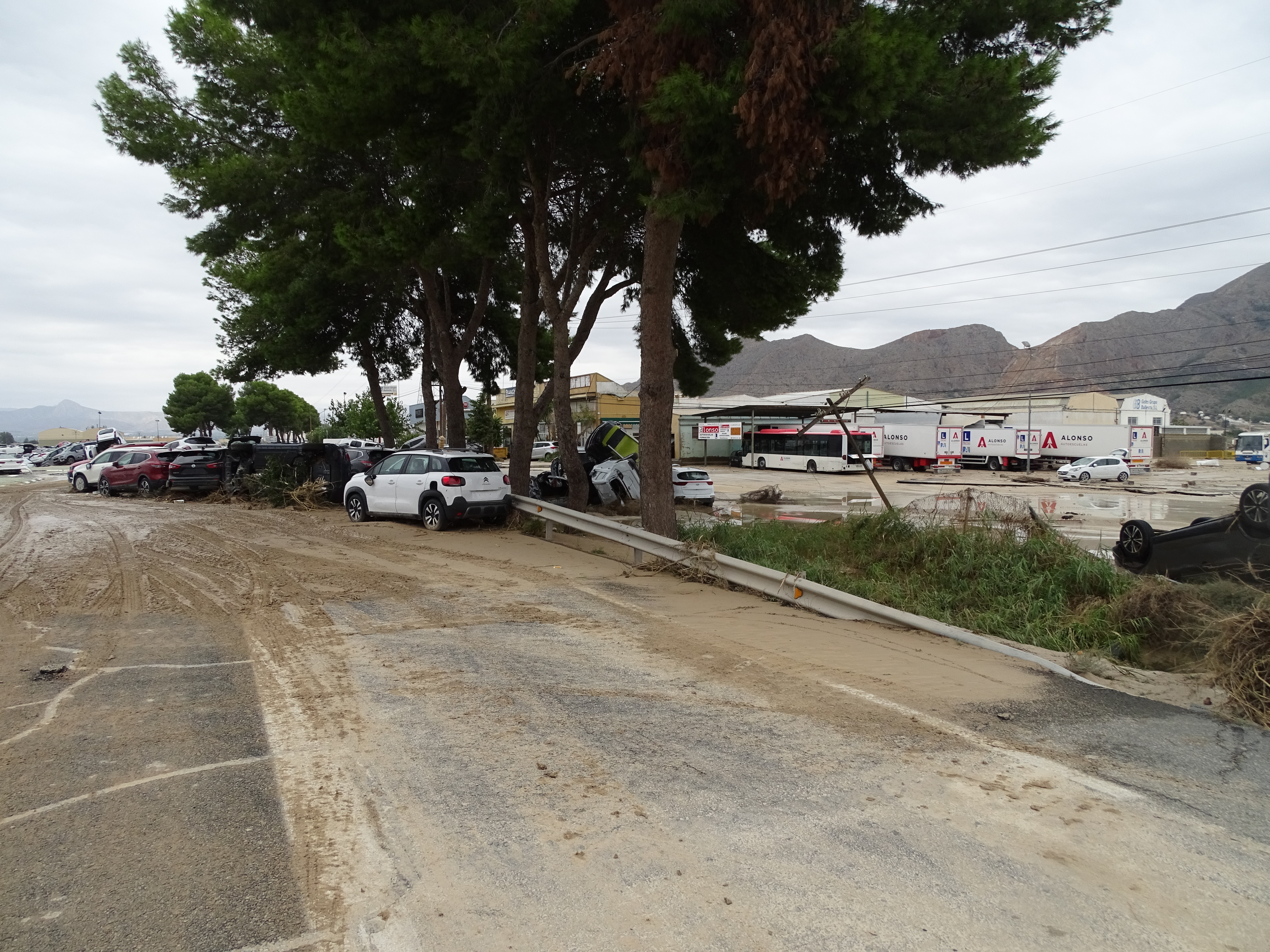
Destrucción en la carretera N-340 (España) por el fenómeno meteorológico llamado gota fría (septiembre de 2019)

- Comunidad Valenciana, Región de Murcia, Albacete y Almería en septiembre de 2019. La lluvia de más de 300 mm provocan el desbordamiento en Onteniente del río Clariano. En Albacete se desborda el pantano de Almansa. La pluviosidad de más de 200 mm en las cuencas media y baja del río Segura provoca un desbordamiento del río en numerosos puntos, desde Cieza hasta las pedanías de la ciudad de Murcia, aunque la peor situación se da en la Vega Baja, Alicante, con más de 500 mm en Orihuela y la inundación de numerosos núcleos urbanos y más de 5000 ha de huerta. Se registran 7 muertos: dos en Caudete (Albacete), uno en Almería, uno en Baza (Granada), dos en Orihuela (Alicante)[16] y uno en San Fulgencio (Alicante).[17] La magnitud y extensión de la lluvia por distintas provincias de España afectaron a muchas localidades con numerosos daños. Según el Consorcio de Compensación de Seguros, en una estimación provisional, la Gota Fría ha afectado a unas 30 000 personas aseguradas, calculándose los daños en entre 170 y 190 millones de euros.[18]
- En diciembre de 2019 se produjo una DANA o Gota Fría a la que afectó a Valencia, Alicante y la Región de Murcia. En Valencia la Localidad más afectada fue Gandía y en la provincia de Murcia también se produjeron graves inudanciones en Los Alcázares y San Javier.
- Borrasca Gloria: afectó a todo el litoral mediterráneo español en enero de 2020, mayormente a Baleares, Cataluña y la Comunidad Valenciana. Causó 13 fallecidos como consecuencia de las inundaciones, graves destrozos y olas de hasta 7 metros próximas a la costa.
- Toledo el 1 de septiembre de 2021.
- Lepe el 24 de septiembre de 2021.
- Gran parte de la península ibérica, especialmente las provincias de Toledo y Madrid y puntos de las provincias de Tarragona, Segovia y Cádiz entre el 2 y 4 de septiembre de 2023.[19] Hubo 6 fallecidos en la noche del 3 de septiembre, en la zona comprendida entre el suroeste de la Comunidad de Madrid y el norte de la provincia de Toledo.
- Málaga, Albacete, Cuenca y Valencia el 29 de octubre de 2024, provocando en esta última una gran riada. El número total de fallecidos fue de 236.[20]

Al fenómeno de la gota fría se le debe el récord de precipitación máxima en 24 horas de España el 3 de noviembre de 1987, con 817 mm en Oliva, Valencia. También existe un dato (no confirmado por la AEMET) que dice que el día de 2 de octubre de 1957 cayeron en Jávea (Alicante) 871 mm. Unos mapas de este fenómeno pueden verse en un documento del periódico El Mundo.

### Sudamérica
- Entre el 26 de marzo y el 2 de abril de 2007, una gota fría o baja segregada se desarrolló frente a las costas del centro de Chile, produciendo importantes cambios en la circulación atmosférica sobre el Cono Sur. Durante ese período se favoreció el avance de aire tropical, húmedo e inestable hacia el centro-este de Argentina, produciendo precipitación intensa durante varios días consecutivos sobre esa región, las cuales provocaron inundaciones sobre el sur de Santa Fe y el sur de Entre Ríos.[22]
- El 8 de julio de 2007, tras una importante irrupción de aire polar antártico hacia el centro y norte de Argentina, una baja segregada comienza a gestarse sobre el centro de Chile. Al avanzar al continente el día siguiente (9 de julio), produjo nevadas atípicas en varias localidades del centro de Argentina, incluida la ciudad de Buenos Aires, donde no nevaba desde 1918.[23][24]
- A fines de febrero y comienzos de marzo de 2008 se desarrolló otra baja segregada, esta vez sobre el Río de La Plata y Uruguay, que produjo un extenso período de mal tiempo de aproximadamente 10 días sobre Buenos Aires, con precipitación persistente. En medio de ese período, el 2 de marzo se registraron 2 trombas marinas sobre el Río de La Plata, frente a las costas de Olivos.[25]
- A comienzos de abril de 2013, una importante baja segregada se formó sobre el centro de Argentina, y fue la causante de las precipitación intensa registrada el 2 de abril sobre Buenos Aires y La Plata, produciendo importantes inundaciones sobre ambas ciudades.[26]
- A comienzos de abril de 2014 una nueva gota fría se desarrolla sobre el océano Pacífico, frente a las costas del centro-sur de Chile, manteniendo el ambiente húmedo e inestable sobre el centro de Argentina por una semana. En su avance hacia el este el 7 de abril produjo precipitación intensa sobre el norte de la Patagonia, provocando inundaciones sobre la provincia de Neuquén, las peores en 40 años.[27]

## Nota
1. ↑  La RAE acepta la escritura en minúscula «dana», correspondiente a la voz lexicalizada.[1]